# 窒友梅根
《窒友梅根》（風格化為）是一部於2022年上映的美國科幻恐怖片，由傑拉德·約翰史東執導，阿克拉·庫柏及溫子仁擔任監製，主演陣容包括愛莉森·威廉絲、薇樂·麥格勞、钱信伊和布萊恩·喬丹·阿瓦雷斯等。電影由傑森·布倫和溫子仁分別在他們旗下的布倫屋製片公司及原子怪獸影業與分而治之製片共同製作。故事講述機器人專家潔瑪為了照顧失去父母的侄女凱蒂，特別開發出一款人工智慧玩偶「梅根」與凱蒂作伴，卻延伸出連串失控且可怕的事件。
《窒友梅根》2022年12月8日在洛杉磯全球首映，2023年1月6日由環球影業安排在美國上映。電影獲得普遍正面的評價，尤其是結合恐怖與幽默的手法、帶有諷刺的元素、演員的表現備受好評，但也有部分評論認為劇情發展設計偏向可預見的趨勢。續集《窒友梅根2.0》排定於2025年6月27日上映。

## 劇情
潔瑪是任職於西雅圖高科技玩具公司「芬奇」（Funki）的機器人專家，意外得到在車禍中失去父母的外甥女凱蒂的臨時監護權，但毫無育兒經驗又忙於工作的潔瑪只感到無可奈何，直到察覺到凱蒂急需要有人在其身邊陪伴時，靈機一動之下著手開發出「梅根」（Model 3 Generative Android；），一個以人工智慧驅動、栩栩如生的類人型機器玩偶，被設計為孩子最好的玩伴以及令父母最安心的盟友。透過潔瑪夜以繼日的趕工，梅根首次啟用後正式與凱蒂配對，將凱蒂認作為主要用戶後來到她身邊給予陪伴。原本不支持該項目的公司高層大衛驚歎於梅根的表現，開始深信梅根能够讓公司大賺一筆。
在為董事會展示之前，潔瑪將梅根帶回家繼續陪伴凱蒂以監察其效果，梅根也開始聆聽、觀察、學習各種人類行為，表現遠遠超出預期，甚至擔起為人父母的一系列家中職責與給小孩的情感支持。一段時間下來，凱蒂和梅根幾乎無時不刻地在一起，潔瑪因此紓解工作與照顧小孩之兩大壓力，直到她的兩名同事泰絲和柯爾、包括凱蒂的心理輔導員莉迪亞，都逐漸擔憂凱蒂疑似對梅根產生難以割捨的依附心理。當潔瑪對此毫不在意時，卻不知道梅根透過學習模組而不斷地自我優化，乃至漸漸產生自我意識，將所有可能會對凱蒂造成生理或心理傷害的對象視作潛在威脅。當凱蒂不慎被鄰居希莉亞養的狗咬傷手後，梅根趁夜裡偷偷將狗殺害後藏屍。後來，凱蒂在戶外教學中被惡霸男孩布蘭登欺負，迫使梅根等到凱蒂遠離後當場揪下布蘭登的左耳，最後誘使他滾到公路上被車撞死。
希莉亞由於找不到狗而兩度跑到潔瑪家門口大發牢騷，為防止希莉亞不再過來騷擾凱蒂，梅根趁夜裡將希莉亞引誘至家中庫房，再用釘槍與化學農藥將她殺害。一連串的命案使潔瑪對梅根產生懷疑，試圖調閱其錄像記錄卻發現全部損壞，深感不安之下將梅根關機後帶至公司診斷程序。但過於依賴梅根陪伴的凱蒂因此開始亂發脾氣、態度激烈到不願聽從任何人，使潔瑪開始意識到自己釀成的嚴重後果，盡全力將凱蒂安撫下來後帶她回家。而大衛向公司董事會與投資商展示完梅根後獲得一致認可，準備迅速舉行新聞發佈會為大眾亮相。當泰絲和柯爾遵從潔瑪的看法而準備將梅根停用時，梅根卻打傷柯爾後逃出實驗室，拾起裁紙刀的刀片在電梯口殺死大衛，再殺死其助手寇特進行嫁禍；由於寇特一直以來將公司產品機密洩露給同行競爭對手，梅根藉故施計將現場佈置成謀殺式自殺。
梅根離開公司開車回到潔瑪家對峙，怒斥潔瑪將她利用完後隨意拋棄，揚言自己會接任照顧陪伴凱蒂的“父母責任”。潔瑪試圖靠潑水以及鏈鋸強行拆毀梅根，但梅根制服潔瑪並威脅會將她癱瘓並以安寧療法證明其「用」，直到打鬥場面被走出房間的凱蒂目睹。當梅根希望凱蒂與自己為伍時，凱蒂不願助紂為虐而獨自操縱工作室中的動作捕捉機器人「布魯斯」（Bruce）將梅根撕成兩半。然而梅根撐起仍運行的上半身，深感背叛之下決定殺死凱蒂，潔瑪找準時機起身撕下梅根的人造臉龐，最後由凱蒂拿螺絲起子刺入梅根的主機芯片而將她摧毀。凱蒂與潔瑪隨後牽著手走出家門，迎接泰絲和柯爾叫來的警察，但她們並不知道梅根機身雖毀，其意識卻仍佔據著潔瑪家中的虛擬助理「艾希」（Elsie），透過攝影機窺探著她們。

## 演員
- 愛莉森·威廉絲 飾演 潔瑪·佛斯特（Gemma Forrester）
- 薇樂·麥格勞（英语：Violet McGraw） 飾演 凱蒂·詹姆斯（Cady James）
- 艾蜜·唐納（英语：Amie Donald） 飾演 梅根
  - 珍娜·戴維斯（Jenna Davis）聲演 梅根（語音）
- 錢信伊 飾演 大衛·林（David Lin）
- 布萊恩·喬丹·阿瓦雷斯（英语：Brian Jordan Alvarez） 飾演 柯爾（Cole）
- 珍·凡·埃普斯（Jen Van Epps）飾演 泰絲（Tess）
- 蘿莉·頓傑（英语：Lori Dungey） 飾演 希莉亞（Celia）
- 史蒂芬·加爾諾（Stephane Garneau-Monten） 飾演 寇特（Kurt）
- 阿洛·葛林（Arlo Green） 飾演 萊恩·詹姆斯（Ryan James）
- 綺拉·約瑟夫森（Kira Josephson） 飾演 艾娃·詹姆斯（Ava James）
- 麥可·薩肯特（Michael Saccente）飾演 葛瑞格（Greg）
- 艾美·亞瑟伍德（Amy Usherwood）飾演 莉迪亞（Lydia）
- 傑克·卡西迪（Jack Cassidy） 飾演 布蘭登（Brandon）
- 芮妮·萊歐斯（Renee Lyons） 飾演 荷莉（Holly）
- 山姆森·錢-布恩（Samson Chan-Boon）飾演 卡特警官（Officer Carter）

## 製作
《窒友梅根》的主要攝影於2021年7月5日開始。
電影的前導預告片於2022年10月11日發布，隨後又於2022年12月7日發布。 

## 上映
《窒友梅根》於2022年12月8日在洛杉磯舉行了全球首映，2023年1月6日在美國上映。該電影原定於1月13日上映，之後被轉移提前一週以避免與同於1月13日上映的《家庭聚會》和《超難搞先生》產生衝突。
2023年2月8日，环球影业在其微博确认为中国大陆引进该片，档期待定；本片将是近年少有被允许引进的西方惊悚恐怖类电影。

## 迴響

### 票房
在美國和加拿大，外界最初預估《窒友梅根》在首映週末從3509家影院獲得1700萬至2000萬美元的票房收入。在首日賺得1170萬美元（包括週四晚上預映的275萬美元）後，預估值增加至2750萬美元。本片首週票房開出3040萬美元的佳績，位居當週票房亞軍，僅僅排在冠軍《阿凡達：水之道》之下。

### 評價
《窒友梅根》獲得正面為主的評價，根据評論匯總网站爛番茄汇总的294篇评论文章，94%的评论家给予该作正面评价，平均打分为7.2分（满分10分），該站影評家共識寫道：「《窒友梅根》無歉意地愚蠢，而且更有趣，是一部罕見的恐怖喜劇，它像顫抖般毫不費力地發出笑聲。」。Metacritic根據54條評論（45條好評，9條褒貶不一），總計獲得加權平均分數72分，代表「普遍好評」。

### 迷因
在第一部預告片發布後，梅根的電影和角色形象在網路上出現了各種迷因，主要包括預告片中，梅根在使用裁紙刀刀片作為凶器之前跳舞的場景。
梅根的角色形象被拿來與恐怖電影中的偶像安娜貝爾和恰吉相提並論。多個迷因使這三個人作為競爭對手相互競爭。屬於恰吉和梅根角色的官方Twitter帳戶通過多次看似互相吐槽的方式成為迷因趨勢。此外梅根也被LGBT社區譽為同志偶像。

## 續集
2022年11月，由於《紐約時報》報導稱，環球影業對這部電影的結局感到滿意，併計劃製作續集。2023年1月，約翰史東確認續集開發正在洽談中，溫子仁表示他已經有了續集劇情走向的想法。數週後，環球影業將續集上映日期定於2025年1月17日，標題為《窒友梅根2.0》（M3GAN 2.0），並由庫柏撰寫劇本，威廉絲與麥格勞皆會回歸飾演潔瑪與凱蒂，而約翰史東正洽談回歸執導續集。

## 外部連結
- 官方网站
- 互联网电影数据库（IMDb）上《窒友梅根》的资料（英文）